# KEIRIN EVOLUTION
KEIRIN EVOLUTION（ケイリン　エボリューション）は、競輪における単発（一部例外あり）の競走名。競走グレードはFII。

## 概要
KEIRIN（ケイリン）がオリンピックの正式種目であることを周知し、オリンピック等の国際競技大会に出場する競輪選手の競技力向上を図ることを目的に、日頃の競輪競走で行われている競技規則、使用機材ではなく、競技規則はオリンピック等の国際競技大会を規範とした競走である。

## 自転車
通常のスチール製フレームとは異なり、カーボン製のフレームとすることが一番の特徴となっている。
フレームや部品については、JKAに登録されているものだけでなく、UCIの国際大会規格に適合するものや、JCFが認可しているものも使用が可能で、検査に合格すれば当競走のみに限定される形で1年間競走に使用できる。
ホイールについては2016年8月現在、前輪が5本スポークのバトンホイール、後輪がディスクホイールに統一されている。ただし悪天候時など横風の影響がある場合は主催者の判断により前輪を金属スポークホイールに換装して競走が実施される。

## ルール
競走形態は、先行して実施されているガールズケイリンと同様、『インターナショナル』と称する先頭固定競走にて行われる。
競走における車立てもガールズケイリンと同じく7車立てとするほか、ラインという概念を排除した単騎戦としている。

## 歴史
2014年1月26日、いわき平の開設記念競輪 (GIII) 第9レースで実施されたのが最初のレース。以後は基本的に333mや335mという短走路の競輪場で実施される予定だったが、2015年9月以降、開催予定されている場は一部を除いて400m走路となっている。
2016年1月には小倉ミッドナイト競輪を初開催した。
2017年2月の小田原競輪場でのGIII国際自転車トラック競技支援競輪は、3日間開催で予選は得点制で開催された。同年9月のKEIRIN EVOLUTION（玉野競輪場・GIII国際自転車トラック競技支援競輪内）では2人の短期登録外国人選手が初めて参戦。11月には伊東温泉競輪場にて、短期登録選手制度で来日中の男子外国人選手と日本人選手による7車立2レース3日制のトーナメント「WORLD EVOLUTION TOURNAMENT」を初開催した。
2018年までは基本的にいずれかのGIIIの最終日（4日目）6Rまたは9Rに組み込まれて一発勝負の企画レースとして実施されたが、2019年以降GIIIの番組体系の改正によりGIII以外の開催で実施されることなり、同年は7月と8月に「WORLD EVOLUTION TOURNAMENT」（S級1日2レース×3日間制）として2年ぶりに開催されたが、2020年は同年に行われる予定だった東京オリンピックの兼ね合いとCOVID-19の影響で開催取りやめとなった。2021年以降も開催されていない。

## 歴代優勝選手
| 年   | 開催場     | 月日                            | 選手名                 | レース概要 |
| ---- | ---------- | ------------------------------- | ---------------------- | ---------- |
| 2014 | いわき平   | 01月26日（日）                  | 井上昌己               | [ 9 ]      |
| 2014 | 前橋       | 09月12日（金）                  | 郡司浩平               | [ 10 ]     |
| 2014 | 防府       | 10月28日（火）                  | 河端朋之               | [ 11 ]     |
| 2014 | 松戸       | 12月09日（火）                  | 池田憲昭               | [ 12 ]     |
| 2015 | 奈良       | 02月03日 （火）                 | 一ノ瀬匠               | [ 13 ]     |
| 2015 | 青森       | 09月06日（日）                  | 渡邉一成               | [ 14 ]     |
| 2015 | 京都向日町 | 10月04日（日）                  | 早坂秀悟               | [ 15 ]     |
| 2015 | 豊橋       | 11月15日（日）                  | 山賀雅仁               | [ 16 ]     |
| 2016 | 小倉       | 01月08日（金） - 10日（日）     | 坂本貴史               | [ 17 ]     |
| 2016 | 高松       | 02月02日（火）                  | 柏野智典               | [ 18 ]     |
| 2016 | 小松島     | 07月10日（日）                  | 永井清史               | [ 19 ]     |
| 2016 | 豊橋       | 08月28日（日）                  | 脇本雄太               | [ 20 ]     |
| 2016 | 玉野       | 09月27日（日）                  | テオ・ボス             | [ 21 ]     |
| 2016 | 千葉       | 10月18日（火）                  | 佐藤博紀               | [ 22 ]     |
| 2016 | 武雄       | 11月15日（火）                  | マティエス・ブフリ     | [ 23 ]     |
| 2016 | 広島       | 12月25日（日）                  | デニス・ドミトリエフ   | [ 24 ]     |
| 2017 | 松山       | 01月22日（日）                  | 中井太祐               | [ 25 ]     |
| 2017 | 小田原     | 02月10日（金） - 12日（日）     | 山本直                 | [ 26 ]     |
| 2017 | 大垣       | 03月12日（日）                  | 志智俊夫               | [ 27 ]     |
| 2017 | 川崎       | 04月11日（火）                  | 長島大介               | [ 28 ]     |
| 2017 | 函館       | 05月21日（日）                  | 伊勢崎彰大             | [ 29 ]     |
| 2017 | 大垣       | 06月11日（日）                  | 永井清史               | [ 30 ]     |
| 2017 | 久留米     | 07月02日（日）                  | マティエス・ブフリ     | [ 31 ]     |
| 2017 | 小松島     | 07月09日（日）                  | シェーン・パーキンス   | [ 32 ]     |
| 2017 | 福井       | 07月25日（火）                  | テオ・ボス             | [ 33 ]     |
| 2017 | 豊橋       | 08月22日（火）                  | デニス・ドミトリエフ   | [ 34 ]     |
| 2017 | 岐阜       | 09月10日（日）                  | マティエス・ブフリ     | [ 35 ]     |
| 2017 | 千葉       | 10月17日（火）                  | テオ・ボス             | [ 36 ]     |
| 2017 | 伊東       | 11月17日（金） - 19日（日）     | シェーン・パーキンス   | [ 37 ]     |
| 2017 | 別府       | 12月05日（火）                  | 山本伸一               | [ 38 ]     |
| 2018 | 松阪       | 01月28日（日）                  | 坂本周輝               | [ 39 ]     |
| 2018 | 静岡       | 02月20日（火）                  | 加賀山淳               | [ 40 ]     |
| 2018 | 小松島     | 03月23日（金） - 25日（日）     | 福島武士               |            |
| 2018 | 西武園     | 04月22日（日）                  | 荒井崇博               | [ 41 ]     |
| 2018 | 京王閣     | 05月15日（火）                  | サム・ウェブスター     | [ 42 ]     |
| 2018 | 宇都宮     | 07月01日（日）                  | マティエス・ブフリ     |            |
| 2018 | 小松島     | 07月08日（日）                  | マシュー・グレーツァー |            |
| 2018 | 松戸       | 08月05日（日）                  | テオ・ボス             |            |
| 2018 | 岐阜       | 09月09日（日）                  | ジョセフ・トルーマン   |            |
| 2018 | 久留米     | 10月21日（日）                  | 佐々木豪               |            |
| 2018 | 取手       | 11月13日（火）                  | 中川誠一郎             |            |
| 2018 | 佐世保     | 12月24日（月）                  | 池田憲昭               |            |
| 2019 | 川崎       | 07月13日（土） - 15日（月・祝） | マティエス・ブフリ     |            |
| 2019 | 和歌山     | 08月07日（水） - 09日（金）     | ジョセフ・トルーマン   |            |

全開催の全着順、2車単ならびに3連単の配当金額はこちら（競輪年間記録集2021年版）をそれぞれ参照のこと。

## KEIRIN ADVANCE
2025年より、KEIRIN EVOLUTIONに代わる男子の先頭固定競走（インターナショナル）として行う競走を、KEIRIN ADVANCEの愛称で実施することとなった（ただし正式なものではなく「試行実施」としている）。
おおまかに言えばガールズケイリンの男子版とも呼べるもので、ガールズケイリンで採用されている先頭固定競走（インターナショナルルール）を採用した個人戦となっている。ネット投票の急速な普及によって新規の競輪ファンが増加した一方で、「ライン」の概念が初心者にとって競輪を楽しむための最大の障壁ともなっている面があり、その「ライン」の概念を取り払うことで、初心者にも競輪を楽しめるようにしたものである。
ただし、ラインが無い分、自力選手と追い込み選手のすみ分けがないため、競輪の競走得点がアドバンスでの能力指標と必ずしも一致しない点は注意を要する。初めて開催された2025年4月19日〜21日の伊東FIでは、輪界屈指の追い込み選手である佐藤慎太郎ですら、落車明け復帰初戦という点を考慮しても持ち味を発揮できずに終わった（佐藤は同開催では競走得点最上位でシリーズリーダーであったが、初日3着・2日目3着・最終日決勝❹着で終わった）。
通常のオリジナル競走のルールとは異なることを分かりやすくするため、競輪とは少し異なるユニフォームで選手は出走する。また、ラインがないこともあり、当初は選手による事前コメントは発しないとしていたが、実際の運用ではガールズケイリン程度の選手コメント（「自力」「前々」「好位へ」など）が発表されている。
KEIRIN EVOLUTIONとは下記のような違いがある。
- 自転車 … EVOLUTIONはカーボンフレーム・前輪バトンホイール・後輪がディスクホイールだが、ADVANCEはクロモリフレーム・前後輪スポーク車輪の通常競輪と同じもの（したがってガールズケイリンとも異なる）。ギア倍数も通常競輪と同じく4倍未満。
- 設定級班 … EVOLUTIONはS級戦だったが、ADVANCEはS級戦の他、A級1・2班戦、および競輪ルーキーシリーズで実施。
  - A級1・2班戦においては特別昇級の対象としてカウントされる。
- レース構成 … EVOLUTIONは通常開催の中に1～2レース組み込まれる形だが、ルーキーシリーズ以外のADVANCEはその開催の男子戦が全てADVANCE戦であり通常の競輪競走はない（ガールズケイリン併催日はあるほか、競輪ルーキーシリーズ開催は通常オリジナル競走のA級1・2班戦を併催）。先頭誘導員はガールズケイリン同様にバックストレッチから発進し、先頭誘導員がゴール線を通過した時点で号砲が鳴りスタートとなる。
  - ルーキーシリーズ以外のADVANCEでは、初日・2日目は第1～3レースがガールズケイリン予選、第4～6レースがADVANCEグループB予選、第7～9レースがADVANCEグループA予選、となっている。最終日は、終盤3レースでそれぞれの決勝を行う。
- 競走距離 … EVOLUTIONは2000m程度だったが、ADVANCEはS級戦も含め2000mより1周回少ない1500〜1670m程度（500mバンク3周・400mバンク4周・333・335mバンク5周）
- 予選 … ポイント制とし、2日間2走により獲得したポイントの合計で各グループ決勝進出者を決定

ほかにも、明文化はされていないが出場選手は日本人選手のみとしており、2026年度から再開する外国人選手の受け入れは「競輪ワールドシリーズ」として実施する。
誘導員の速度は、同じルールで実施されるガールズケイリンよりも速く、さらにS級の速度はA級より速く、S級では退避周回の速度は時速50km前後に達する 。
ルーキーシリーズではない一般開催の場合に使用される、予選2日間のポイントは、下記の表の通り。ガールズケイリンと同じ配点となっている。
| ポイント       | 1着 | 2着 | 3着 | 4着 | 5着 | 6着 | 7着 | 競走棄権 | 失格および欠場 |
| -------------- | --- | --- | --- | --- | --- | --- | --- | -------- | -------------- |
| 予選1（初日）  | 8   | 7   | 6   | 5   | 4   | 3   | 2   | 1        | 0              |
| 予選2（2日目） | 11  | 9   | 7   | 5   | 4   | 3   | 2   | 1        | 0              |

2025年上半期の競輪ルーキーシリーズではないADVANCE開催はミッドナイト競輪で行われたため、従来のミッドナイト競輪と同様、車番は競走得点順に付与した。2026年度も継続して試行実施する。